# Alexander JR Ferrer

Alexander JR Ferrer är Newkids (Alexander Ferrers) debutalbum, och släpptes 15 april 2011. Albumet innehåller 10 spår. Albumet innehåller singeln Jag gråter bara i regnet.

## Låtlista
1. Stadium status
2. Luftens hjältar (Feat. Lorentz Alexander och Ison Glasgow)
3. Jag lärde mig flyga drake
4. Turbelens
5. Baby?
6. Uddevalla
7. När vi var unga
8. Vägrar växa upp
9. Jag gråter bara i regnet
10. Minns mig som en människa